# Bute House
Bute House (in gaelico scozzese: Taigh Bhòid) è la residenza ufficiale del Primo ministro della Scozia.
Situata al numero 6 di Charlotte Square, nella New Town di Edimburgo, è l'edificio centrale sul lato settentrionale della piazza, e fu progettata da Robert Adam. L'abitazione di quattro piano contiene la Cabinet Room (la stanza del governo), uffici e sale conferenze, sale da ricevimento, salotti e sale da pranzo dove lavora il Primo Ministro e dove i ministri del governo scozzese, visitatori ufficiali ed ospiti sono ricevuti ed intrattenuti. Il secondo ed il terzo piano ospitano la residenza privata del Primo Ministro.
Bute House fu trasferita al National Trust for Scotland dal Marchese di Bute nel 1966. Tra il 1970 ed il 1999 funse da residenza ufficiale del Segretario di Stato per la Scozia; dal 1999 è la residenza ufficiale del Primo Ministro.

## Stanze e caratteristiche

### Facciata e ingresso

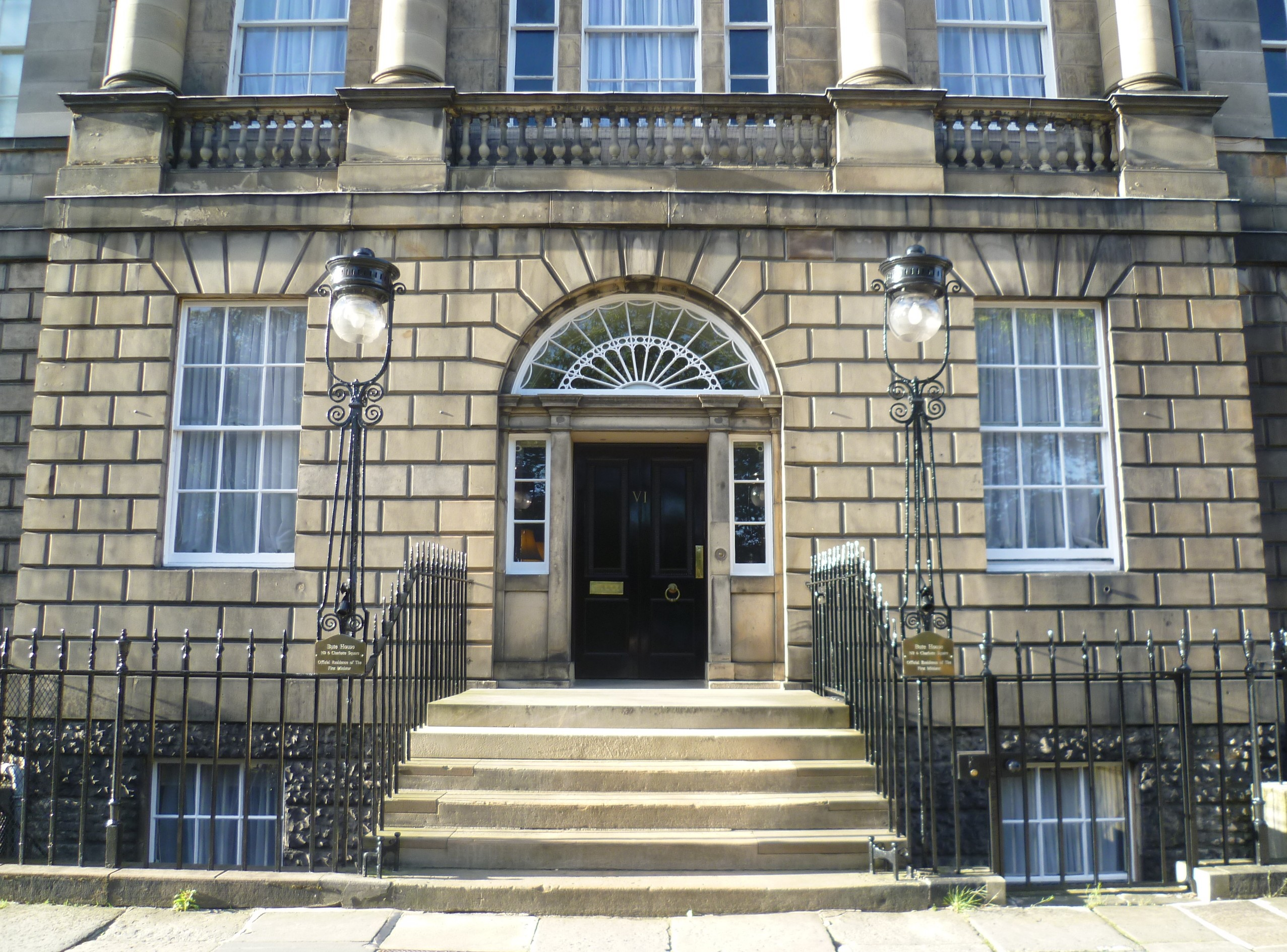
Entrata di Bute House

Bute House è una struttura inusuale per la New Town di Edimburgo, in quanto ha una porta di ingresso centrale. L'ingresso principale, per molte case della New Town, è infatti situato sullo stesso lato delle scale; tuttavia, la porta centrale di Bute House ebbe una funzione necessaria nel palazzo di Adam. La grande porta di ingresso a quattro pannello è fatta di quercia nera lucidata; tra i pannelli superiori vi è il numero romano "VI" in ottone e sotto i numeri, tra i pannelli inferiori, vi è una cassetta delle lettere in ottone sul lato sinistro della porta, e un battente sulla parte destra. La porta è incorniciata da piccole finestre laterali e adornata da una finestra semi-circolare sulla parte alta. Una inferriata nera in ferro corre lungo la facciata dell'edificio e su entrambi i lati dei sei gradini che portano all'ingresso. La cancellata si alza su entrambi i lati del primo gradino per sostenere due lampioni a gas in ferro. Fissata sotto entrambi i lampioni vi è una targa in ottone con l'iscrizione "Bute House  Nº 6 Charlotte Square  Official Residence of The First Minister".
Il progetto originale dell'atrio o vestibolo di ingresso di Bute House non è noto. L'attuale vestibolo e le sue decorazioni furono progettate per il IV Marchese di Bute nel 1923 dal suo architetto Arthur Forman Balfour Paul. La precisione con cui questo spazio fu ridecorato suggerisce che il vestibolo ereditato da Lord Bute possa essere stato pesantemente adattato per aderire al suo gusto vittoriano.
Dato che il vestibolo non si apre direttamente nella tromba delle scale, Balfour Paul cercò di assicurare che non apparisse scuro e ostile decidendo di accogliere i visitatori con un camino in marmo bianco opposto alla porta di ingresso. Il progetto del vestibolo è a forma di T, con archi che vanno dalla destra alla sinistra del camino. Il vestibolo presenta un soffitto a rosette, con intonaco decorativo realizzato nello stile di Adam, e un pavimento in lose di Caithness a forma ottagonale e quadrata, alla maniera georgiana. Per addolcire il passaggio dalla luce diurna esterna allo scuro vestibolo, uno specchio convesso Regency è posto sopra il camino. Il dipinto situato sulla parete orientale è dell'artista scozzese James McIntosh Patrick.